# María Antonieta de Mecklemburgo
Duquesa María Antonieta de Mecklemburgo-Schwerin, llamada Manette (28 de mayo de 1884 - 26 de octubre de 1944) fue la segunda hija del duque Pablo Federico de Mecklemburgo y la austríaca princesa María de Windisch-Graetz, miembro de la Casa Ducal de Mecklemburgo-Schwerin.

## Vida
Su padre era el hijo segundo del gran duque Federico Francisco II de Mecklemburgo-Schwerin, y en 1884 se casó con su prima hermana, la princesa católica María de Windisch-Graëtz, lo que supuso que el príncipe debiera abandonar su carrera militar como general de caballería del Ejército alemán y sus derechos sucesorios al gran ducado. Además tuvieron que salir de la corte de Schwerin para afincarse en un palazzo veneciano, donde Pablo Federico terminó convirtiéndose al catolicismo, fe en la que el matrimonio educó a sus hijos. Además de la propia María Antonieta, el matrimonio tuvo a Pablo Federico (1882-1904), María Luisa (1883-1883), Enrique Borwin (1885-1942) y José (1889-1889). 
Antonieta disfrutó especialmente y se quedó a menudo en Villa Bellevue en Bled. De 1914 a 1918 la duquesa y más tarde su dama de honor Antonia Pilars de Pilar trabajaron con otras damas de la nobleza como enfermeras en varios hospitales domiciliarios.
Desde Bled, la duquesa y su dama de honor viajaron por toda Europa, especialmente a Grecia y los estados balcánicos vecinos, hasta el estallido de la Segunda Guerra Mundial. La duquesa se relacionó varias veces con las casas gobernantes de allí, por lo que no había por qué temer a las aduanas ni a los impuestos y siempre fue aceptada "en famille". En 1913 visitaron, entre otros, al rey Nicolás I de Montenegro y la reina Milena.
En 1914 ambas damas permanecieron en San Petersburgo y fueron recibidas por la emperatriz María Feodorovna en la boda "Su Alteza la Princesa Irina Alexandrovna" con el Conde Felix Yusupov el 9 de julio. / 22 de febrero de 1914 greg. invitado al Palais Anitchkov a las dos y media de la tarde. Al baile en el Palais Anitchkov una semana después, el jueves 13 de julio. / 26 de febrero de 1914 greg. a las nueve y media de la noche había que llevar un vestido de noche largo con escote. Durante este tiempo, la duquesa y su dama de honor vivieron con la gran duquesa María Pavlovna de Rusia, hermana de su padre y viuda del gran duque Vladimir Alexandrovich Romanov. Su tía estaba buscando una candidata a matrimonio para Antonieta. Quizás en honor a los invitados de Alemania, el lunes 24 de febrero de 1914 se ofrecieron dos funciones en alemán en el Michaeltheater, con un folleto del programa en alemán.
El káiser Guillermo II la consideró como la candidata ideal para casarse con Alfonso XIII de España, debido a que era católica y que su familia estaba fuertemente ligada a la casa imperial alemana. También en España se consideraba una buena candidata que contentaría a carlistas y a los católicos más integristas. Además se decía que contaba con el beneplácito del Papa Pío X, que era gran amigo de la familia ducal del tiempo en el que aun era el cardenal Sarto, patriarca de Venecia. Alfonso XIII visitó la corte de Berlín en noviembre de 1906, y en un gran banquete hecho en su honor, se le presentó a María Antonieta. Sin embargo, a pesar del interés del káiser, el rey mostró poco interés en la duquesa, y ya planeaba su matrimonio con la princesa Victoria Eugenia de Battenberg, prima materna del propio emperador alemán, y sobrina del rey Eduardo VII del Reino Unido.
María Antonieta nunca llegó a contraer matrimonio. A pesar de su falta de fortuna contaba con muy buenas conexiones familiares: entre los hermanos de su padre estaban Enrique, casado con la reina Guillermina de los Países Bajos, y María, casada con el gran duque Vladímir Aleksándrovich de Rusia, y figura de gran influencia en la corte de San Petersburgo. Además, su prima Alejandrina estaba casada con el rey Cristián X de Dinamarca y su otra prima, Cecilia, con el kronprinz Guillermo de Prusia.
María Antonieta permaneció viviendo con sus padres, dividiendo su residencia entre Mecklemburgo y Bled, en donde terminó por establecer su residencia definitiva junto a su dama de compañía, la baronesa Antonia Pilars de Pilar. Su hermano mayor, Pablo Federico, que estaba en la Marina Imperial alemana, murió en extrañas circunstancias a los 22 años, siendo certificada su muerte oficialmente como "accidente gimnástico". Durante la Primera Guerra Mundial, de 1914 a 1918, la duquesa y su dama de compañía sirvieron en varios hospitales militares como damas de la Cruz Roja.
Cuando su madre murió en 1929, María Antonieta heredó la gran colección de objetos arqueológicos procedentes de excavaciones de Austria y Carniola, que la misma duquesa María había sufragado, en su mayor parte del sitio arqueológico de Hallstatt, en Vače. Esta colección, que llenaba 72 grandes cajas, había sido confiscada por el nuevo reino de los Serbios, Croatas y Eslovenos tras la Primera Guerra Mundial y llevada al Museo Nacional (Narodni muzej Slovenije) en Liubliana. Durante toda la década de los 20, María había intentado en vano que se le devolviera su colección, mandando súplicas al rey Alejandro I de Yugoslavia.
Inmediatamente después de la muerte de María en julio de 1929, María Antonieta logró que el monarca yugoslavo, quien gobernaba en una dictadura real, arreglara la restitución. El Museo Nacional mantuvo una sección representativa. Sin embargo, se vio obligada a vender la colección para pagar a sus acreedores. Durante toda su vida, la duquesa mantuvo gran fama de derrochadora, gastando dinero muy por encima de sus posibilidades, lo que dificultó sus relaciones con su primo Federico Francisco IV de Mecklemburgo-Schwerin, que regularmente tenía que hacerse cargo de sus deudas. De esta manera, en 1932 María Antonieta entregó la colección a la American Art Association, Galerías Anderson, en Nueva York para que la vendiera. La casa de subastas organizó una catalogación en profundidad con un equipo de importantes historiadores europeos bajo la dirección de Adolf Mahr. El catálogo, que comprendía 131 páginas, se publicó en 1934. Sin embargo, en la subasta del 1 de diciembre de 1934, no hubo ningún comprador que estuviera dispuesto a pagar los $ 250,000 requeridos por María Antonieta. Hugo Hencken, director del Museo Peabody de Arqueología y Etnología de la Universidad de Harvard, pudo adquirir parte de la colección, y el Museo Ashmolean de Oxford adquirió otra parte. El resto se quedó en los almacenes de las Galerías Anderson. Después de la bancarrota de estas galerías cinco años más tarde, Hencken también logró adquirir el resto para el Museo Peabody. Fueron investigados y catalogados allí, siendo objeto de una exposición especial en 2006.
María Antonieta murió en 1944 en Bled, dejando su herencia a su dama de compañía, Antonia Pilars de Pilar, que la había seguido durante gran parte de su vida, y que falleció en 1946.

## Títulos
- 28 de mayo de 1884 - 26 de octubre de 1944:  Su Alteza  Duquesa María Antonieta de Mecklemburgo-Schwerin